# Spanish International 2008
Die Spanish International 2008 im Badminton fanden vom 22. bis zum 25. Mai 2008 im Polideportivo Municipal Marqués de Samaranch in der Paseo Imperial 18 in Madrid statt. Es war die 29. Auflage des Turniers.

## Sieger und Platzierte
| Disziplin    | Gold                                  | Silber                             | Bronze                              |
| ------------ | ------------------------------------- | ---------------------------------- | ----------------------------------- |
| Herreneinzel | Chetan Anand                          | Henri Hurskainen                   | Andre Kurniawan Tedjono             |
| Herreneinzel | Chetan Anand                          | Henri Hurskainen                   | Petr Koukal                         |
| Dameneinzel  | Maria Elfira Christina                | Neha Pandit                        | Jill Pittard                        |
| Dameneinzel  | Maria Elfira Christina                | Neha Pandit                        | Karina Jørgensen                    |
| Herrendoppel | Fran Kurniawan Rendra Wijaya          | Adam Cwalina Wojciech Szkudlarczyk | Anders Kristiansen Simon Mollyhus   |
| Herrendoppel | Fran Kurniawan Rendra Wijaya          | Adam Cwalina Wojciech Szkudlarczyk | Richard Eidestedt Andrew Ellis      |
| Damendoppel  | Shendy Puspa Irawati Meiliana Jauhari | Jillie Cooper Nathalie Descamps    | Sabrina Jaquet Huwaina Razi         |
| Damendoppel  | Shendy Puspa Irawati Meiliana Jauhari | Jillie Cooper Nathalie Descamps    | Franziska Burkert Carla Nelte       |
| Mixed        | Rendra Wijaya Meiliana Jauhari        | Wouter Claes Nathalie Descamps     | Fran Kurniawan Shendy Puspa Irawati |
| Mixed        | Rendra Wijaya Meiliana Jauhari        | Wouter Claes Nathalie Descamps     | Watson Briggs Jillie Cooper         |